# Gare de Châlons-en-Champagne
Ne doit pas être confondu avec Gare de Chalon-sur-Saône.
La gare de Châlons-en-Champagne est une gare ferroviaire française de la ligne de Noisy-le-Sec à Strasbourg-Ville, située sur le territoire de la commune de Châlons-en-Champagne, dans le département de la Marne, en région Grand Est.
C'est une gare de la Société nationale des chemins de fer français (SNCF), desservie par des TGV inOui circulant entre Paris-Est et Bar-le-Duc. C'est aussi une importante gare du réseau TER Grand Est.

## Situation ferroviaire
Établie à 83 mètres d'altitude, la gare de Châlons-en-Champagne est située au point kilométrique (PK) 172,214 de la ligne de Noisy-le-Sec à Strasbourg-Ville. Gare de bifurcation, elle est également l'origine de la ligne de Châlons-en-Champagne à Reims-Cérès.

## Histoire

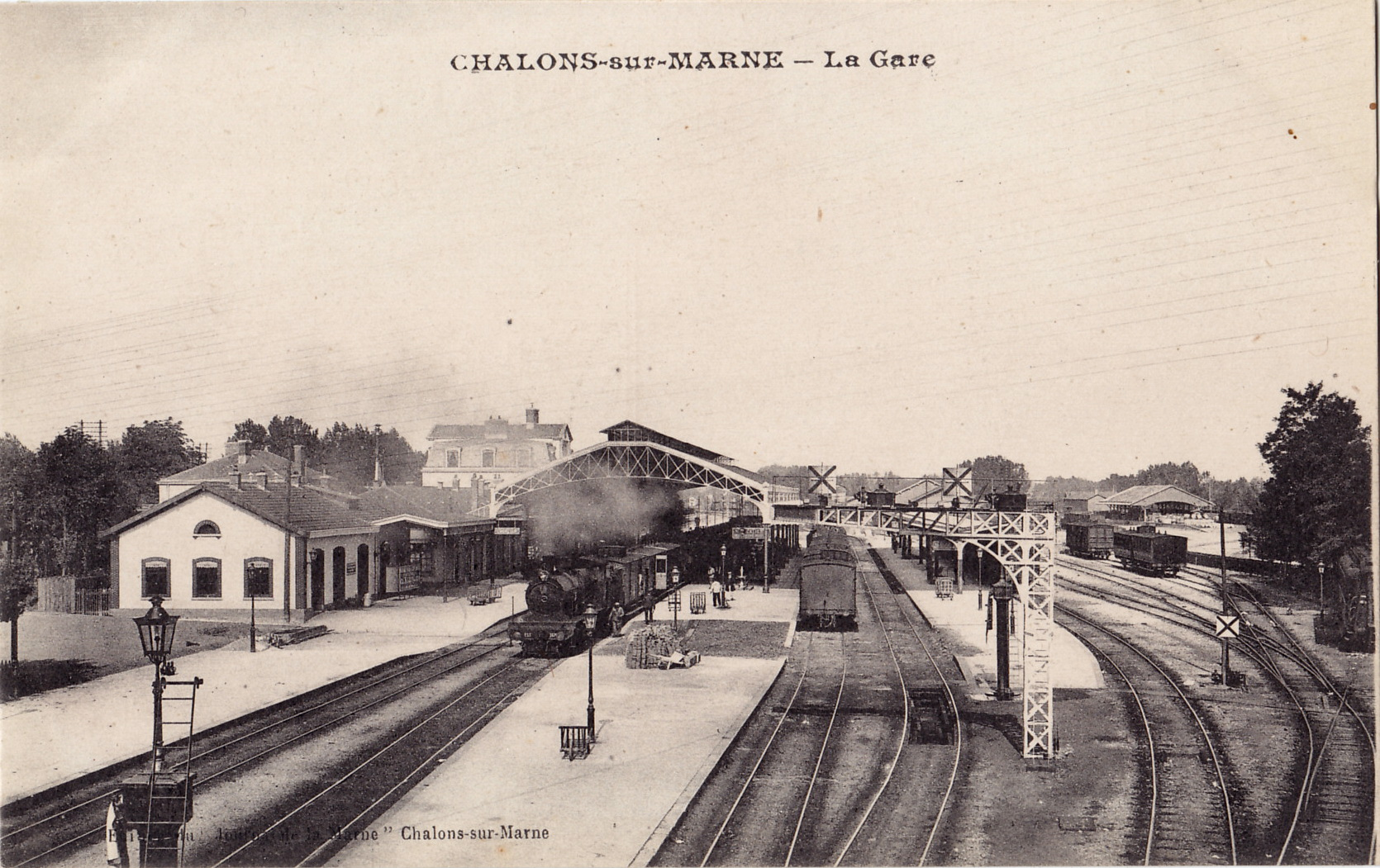
La gare au tout début du XXe siècle.
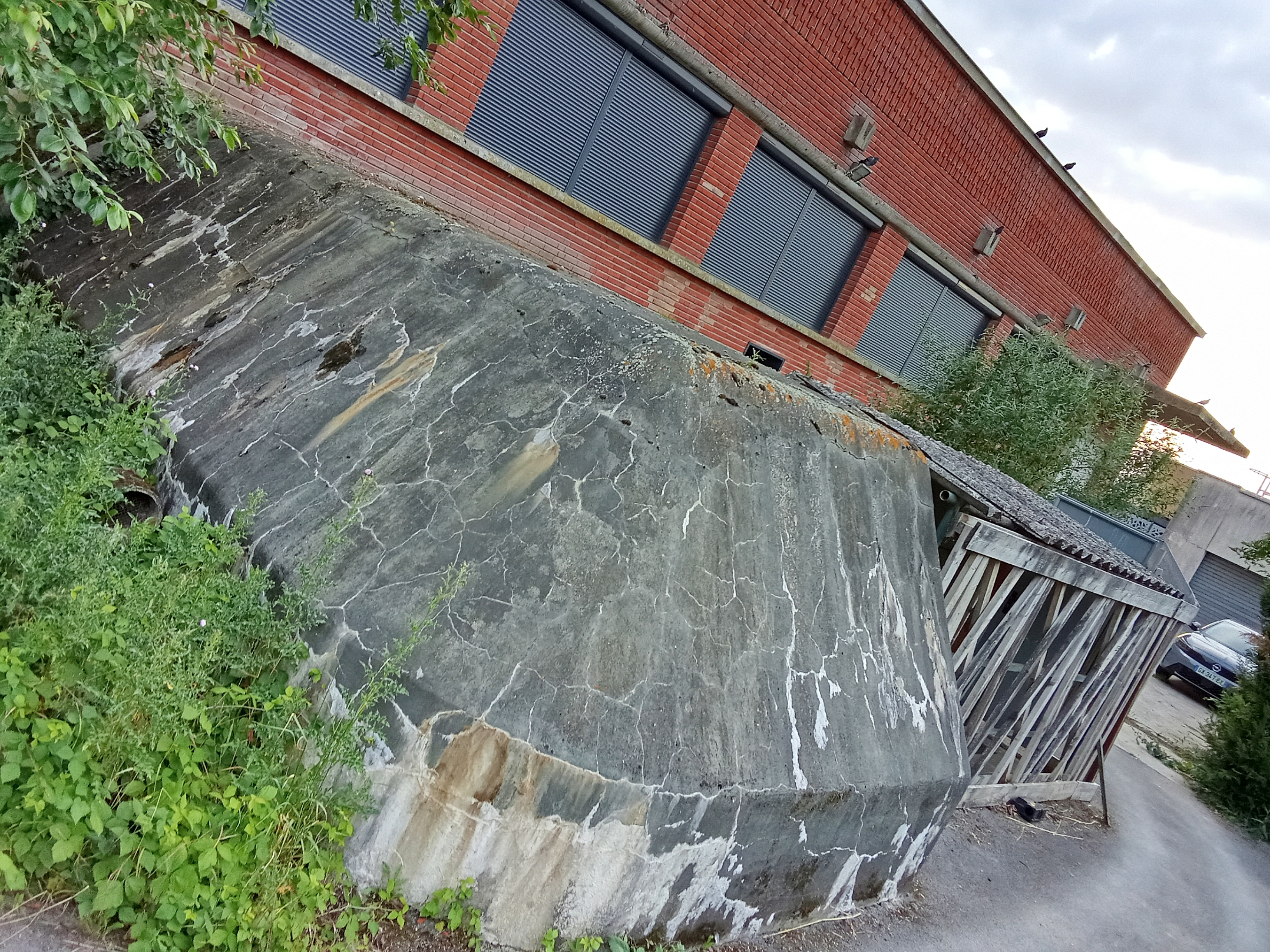
Le bunker.

Le tronçon entre Épernay et Châlons est inauguré le 6 novembre 1849, par le général Cavaignac ; quatre jours plus tard la liaison entre Châlons et Paris devient quotidienne. La ligne de Paris-Est à Strasbourg-Ville  est inaugurée par Napoléon III le 17 juillet 1852.
Un ancien bunker en béton qui daterait de 1937 avec plusieurs salles. Ce bunker de la défense passive servait aux télécommunications et au traitement de l’air en cas d’attaques au gaz, il a été mis à jour en 2021.
Jusqu'en 1938, la ligne d'Orléans à Châlons permettait de rejoindre Orléans à partir de Châlons.

## Fréquentation
De 2015 à 2024, selon les estimations de la SNCF, la fréquentation annuelle de la gare s'élève aux nombres indiqués dans le tableau ci-dessous.
| Année                      | 2015    | 2016    | 2017    | 2018    | 2019    | 2020    | 2021    | 2022    | 2023      | 2024      |
| -------------------------- | ------- | ------- | ------- | ------- | ------- | ------- | ------- | ------- | --------- | --------- |
| Voyageurs                  | 840 726 | 796 200 | 825 899 | 717 835 | 801 402 | 468 771 | 600 736 | 811 432 | 1 007 064 | 1 077 839 |
| Voyageurs et non voyageurs | 966 352 | 915 172 | 949 309 | 825 097 | 921 152 | 538 817 | 690 501 | 932 680 | 1 158 349 | 1 238 896 |

## Service des voyageurs

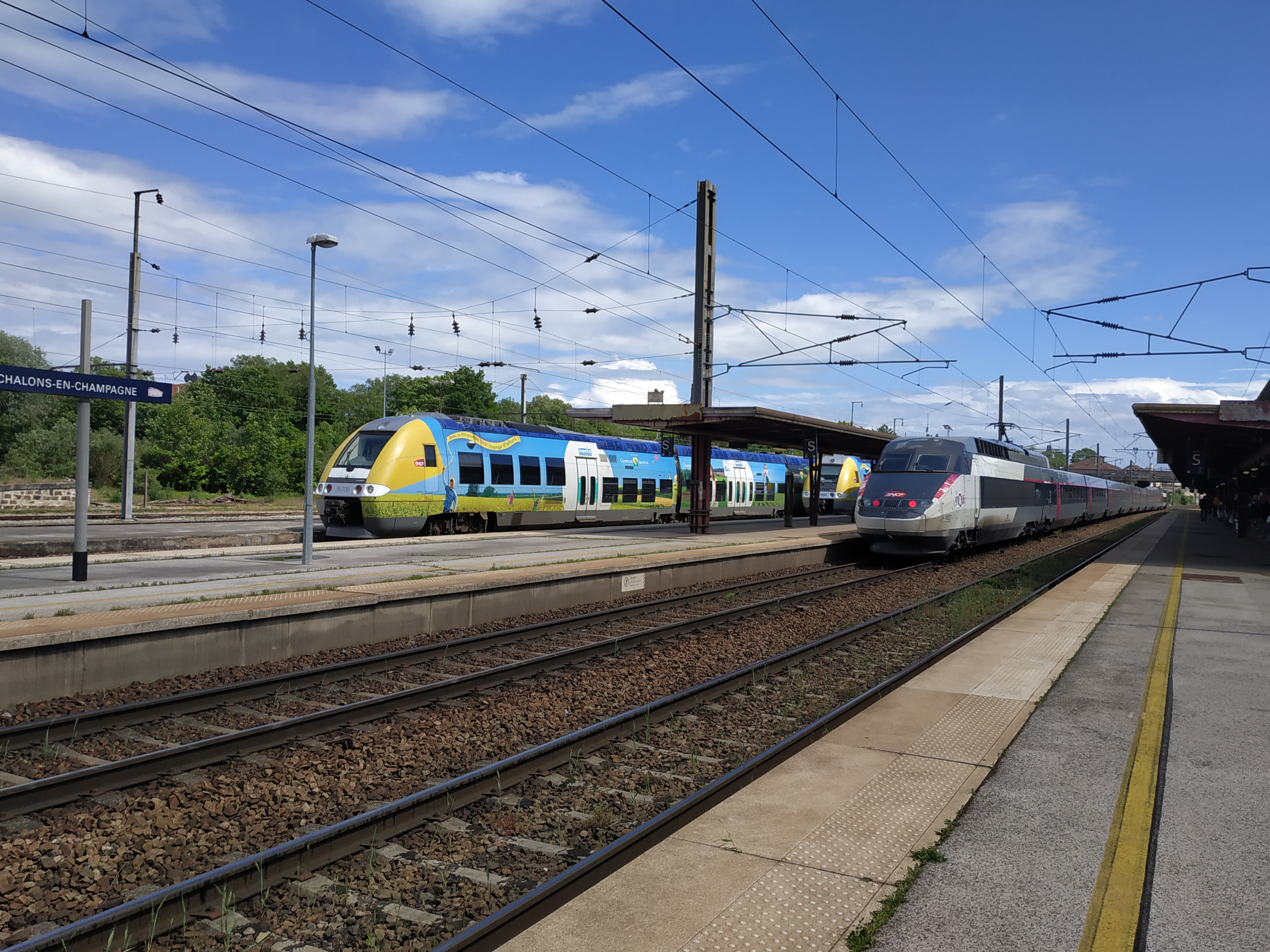
TER et TGV en gare de Châlons.
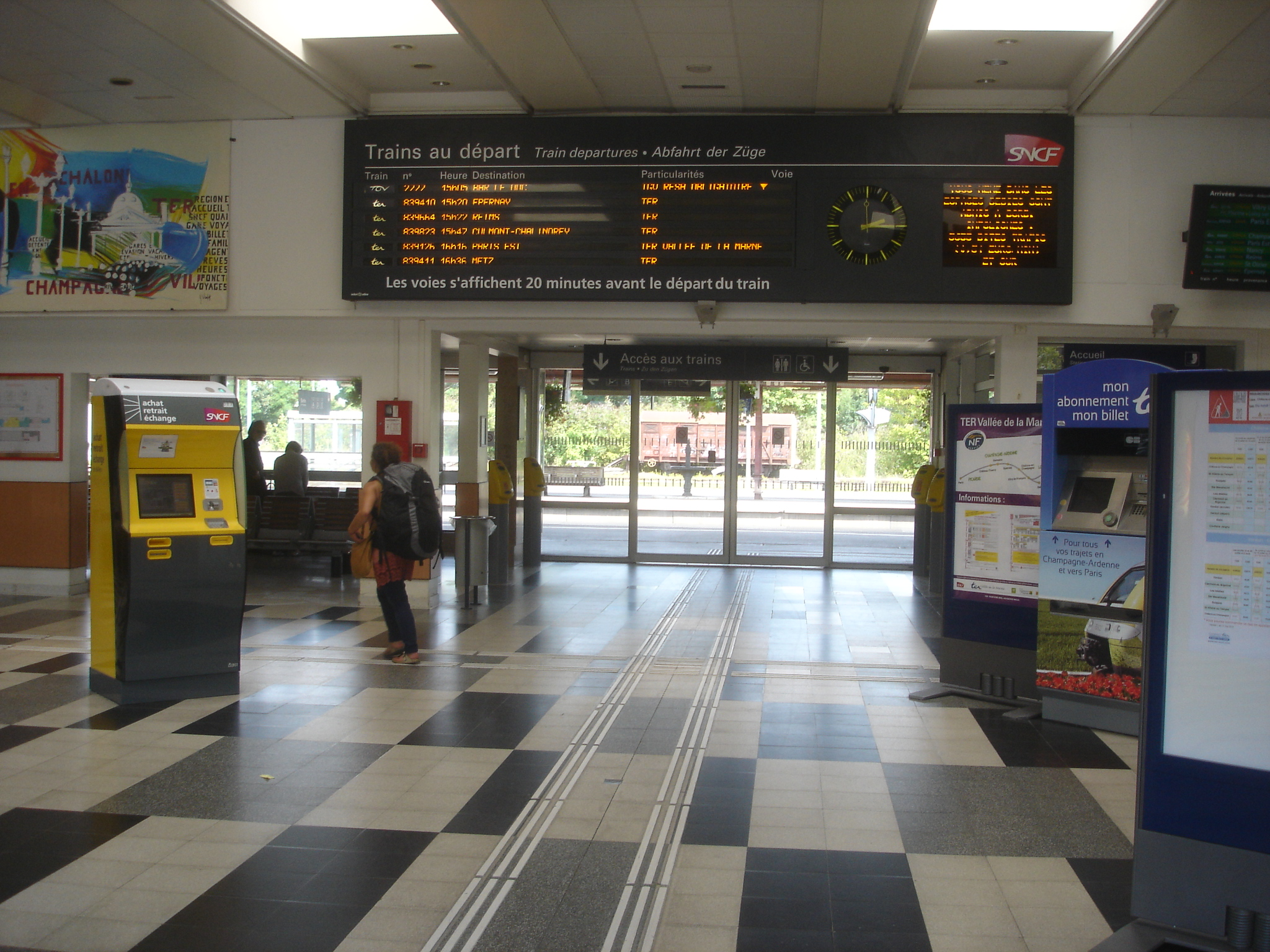
Hall des voyageurs vers les quais.
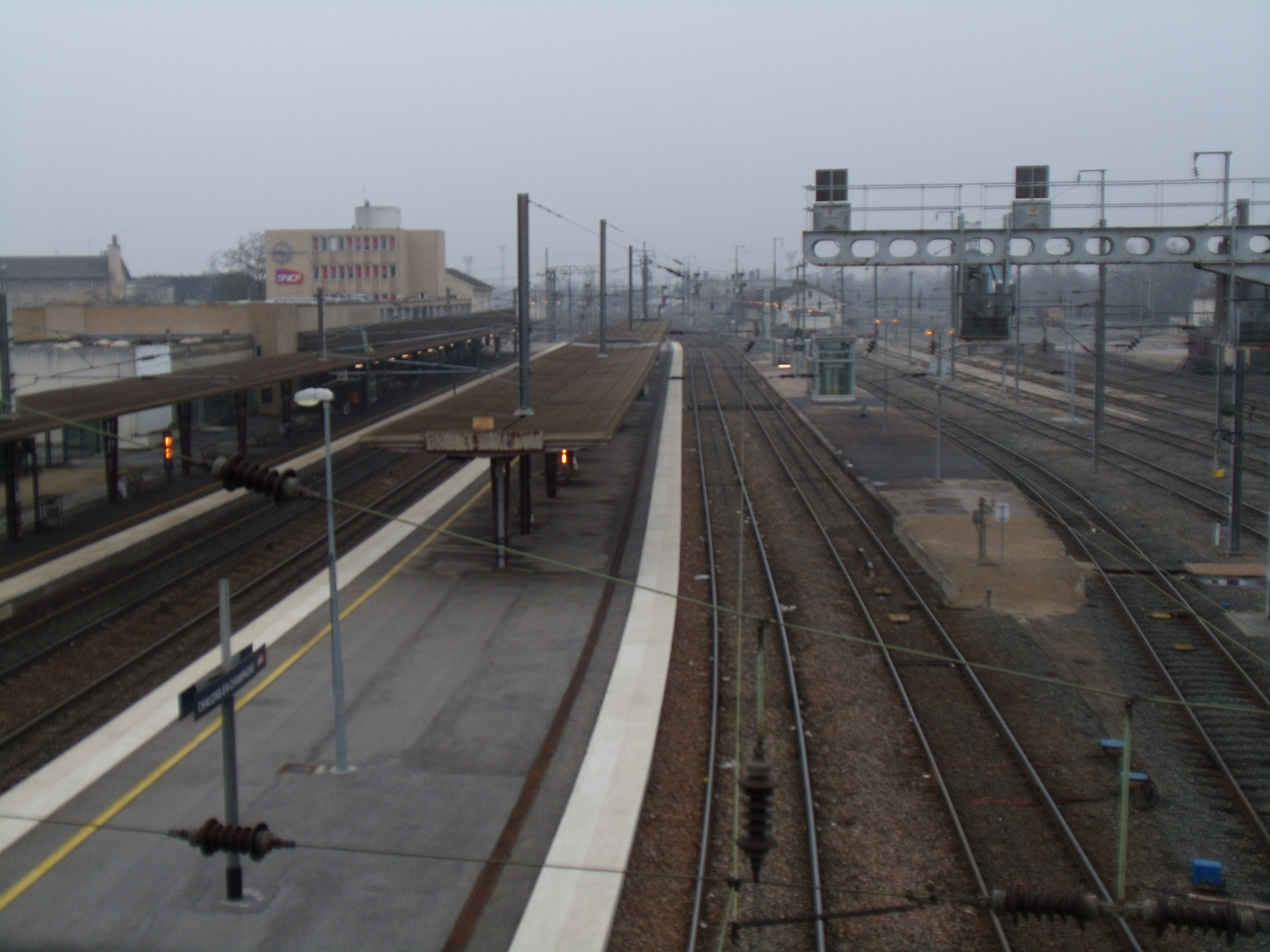
Vue d'ensemble des quais et des voies en regardant vers Paris.

### Accueil
Gare SNCF, elle dispose d'un bâtiment voyageurs avec un guichet ouvert tous les jours. Elle est équipée d'un automate pour les titres de transport TER.
La gare dispose d'une supérette Casino Shop et de distributeurs Selecta.

### Desserte
La gare est desservie par des TGV inOui venant de Paris-Est et de Bar-le-Duc, ainsi que par des trains du réseau TER Grand Est (lignes de Châlons-en-Champagne à Reims, à Saint-Dizier et à Nancy-Ville, de Paris-Est à Saint-Dizier ou Strasbourg-Ville, et de Reims à Dijon).

### Intermodalité

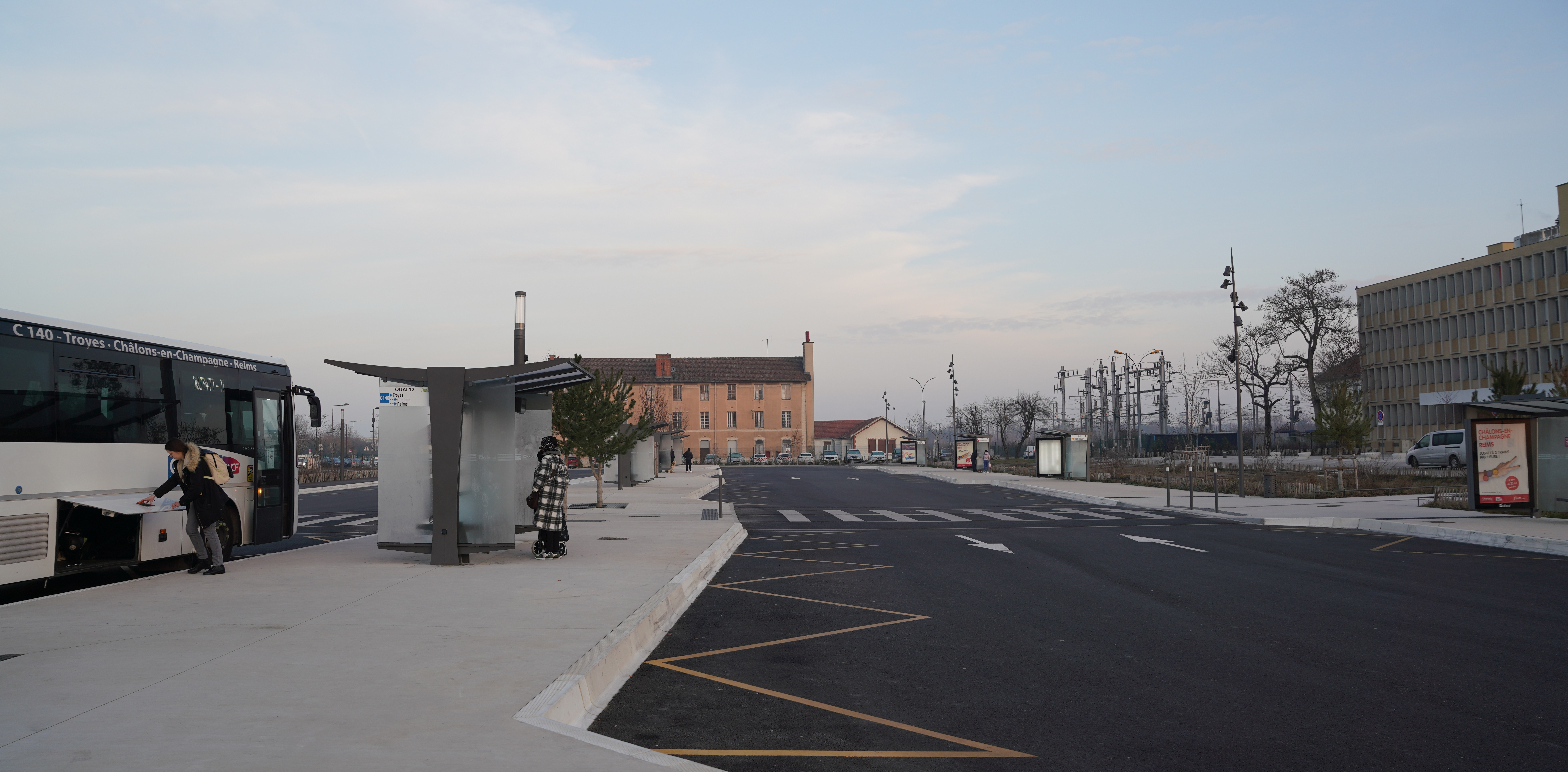
La gare routière devant la gare SNCF.

Un parc pour les vélos et un parking pour les véhicules y sont aménagés. Elle est desservie par des bus urbains, ainsi que par des autocars du réseau TER Grand Est (lignes de Châlons-en-Champagne à Vitry-le-François et de Troyes à Reims).

## Projet d'aménagement
Après un accord entre l'État, la Région, le Département, la SNCF et la Communauté d'agglomération, les travaux d'aménagement et de redynamisation du quartier de la gare commencèrent en 2016, ils prévoyaient notamment la construction d'un parking de 413 places remplaçant l'ancien (80 places), l'amélioration de l'intermodalité ainsi que la construction d'un bâtiment qui permettra d'accueillir commerces, bureaux et hôtel,.

## Galerie de photographies

Images de la gare de Châlons-en-Champagne
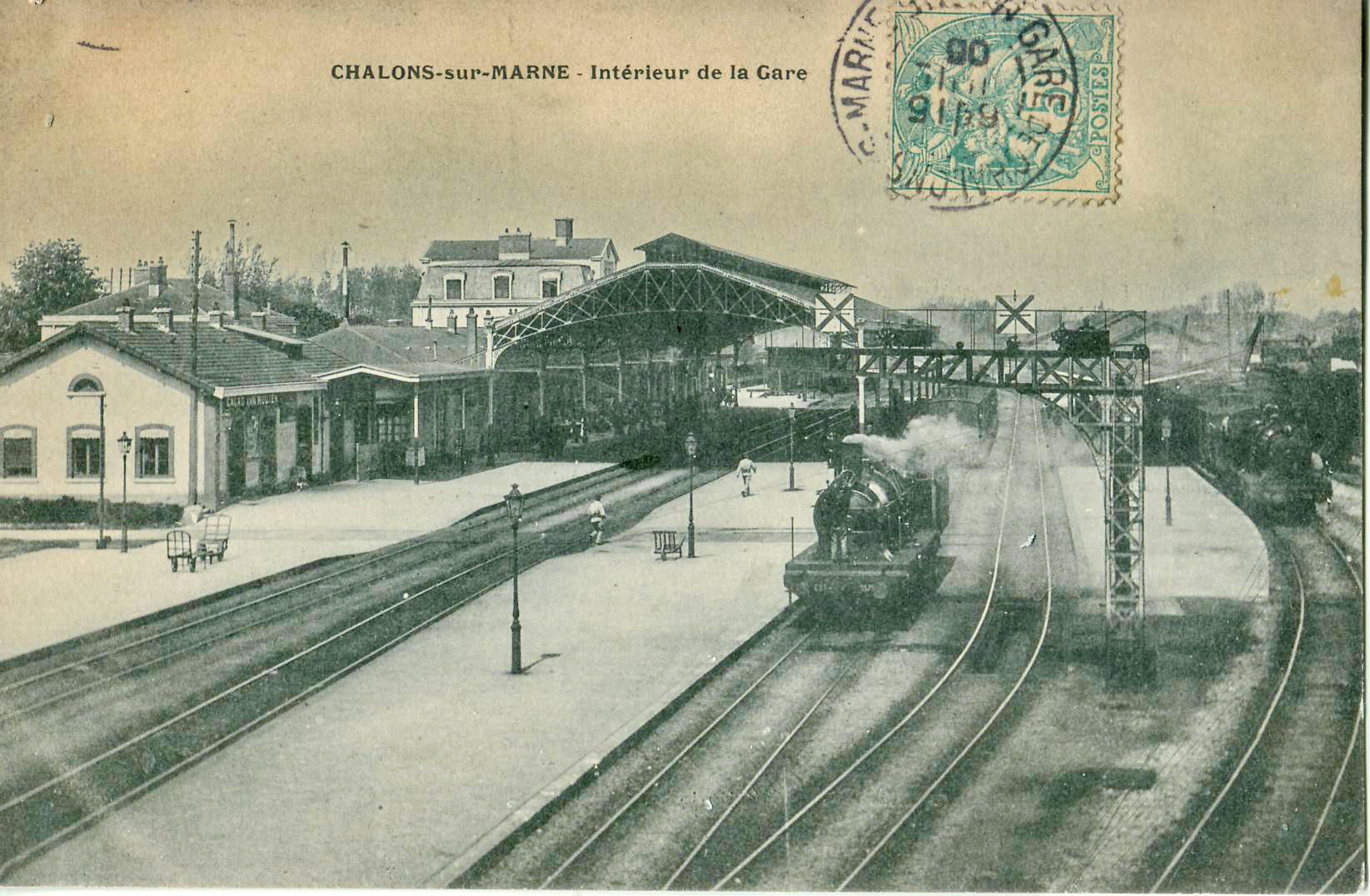
La gare vers 1900.
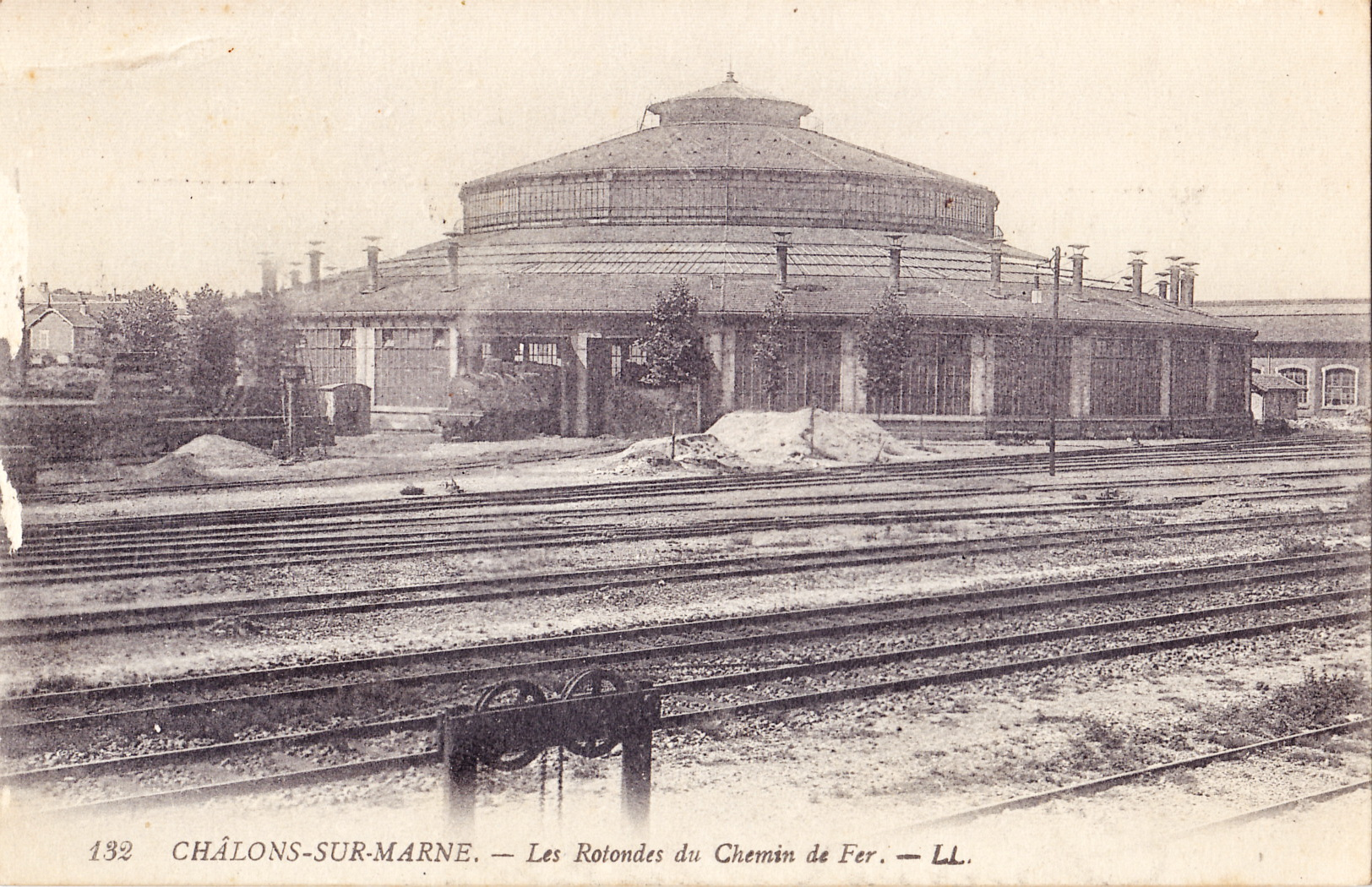
La rotonde du dépôt, dans les années 1910.
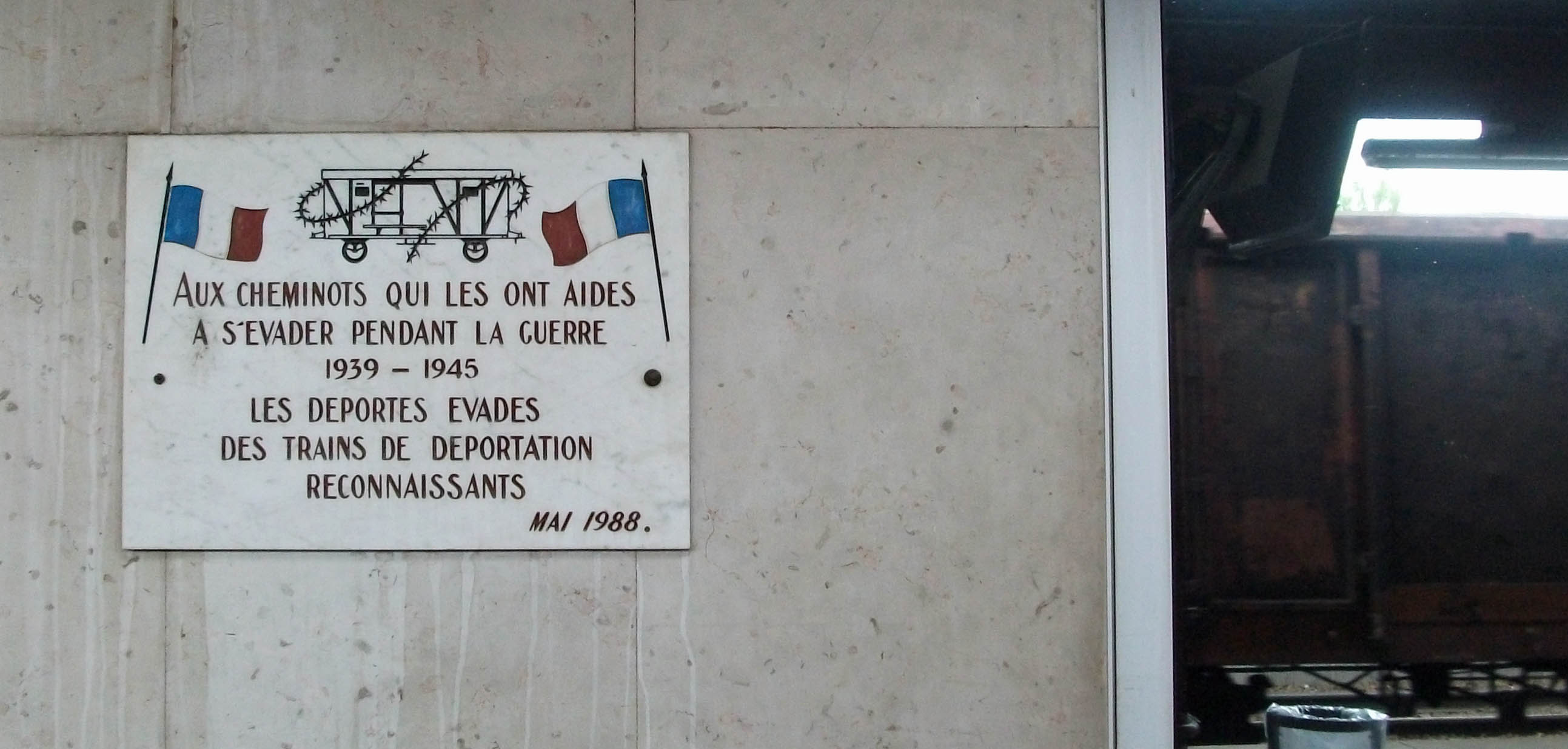
Plaque aux cheminots 1939-1945.

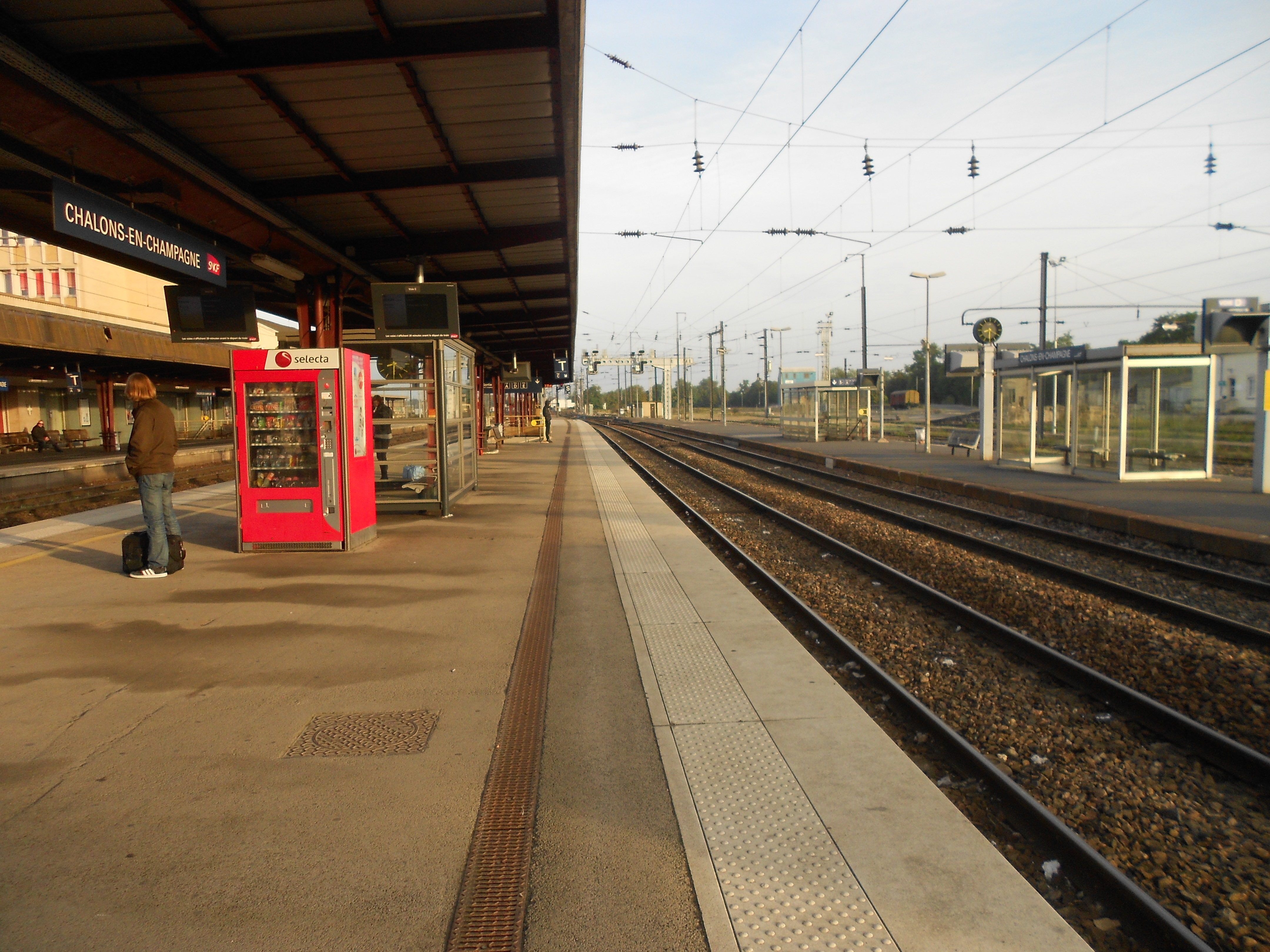
Les quais en direction de Paris.
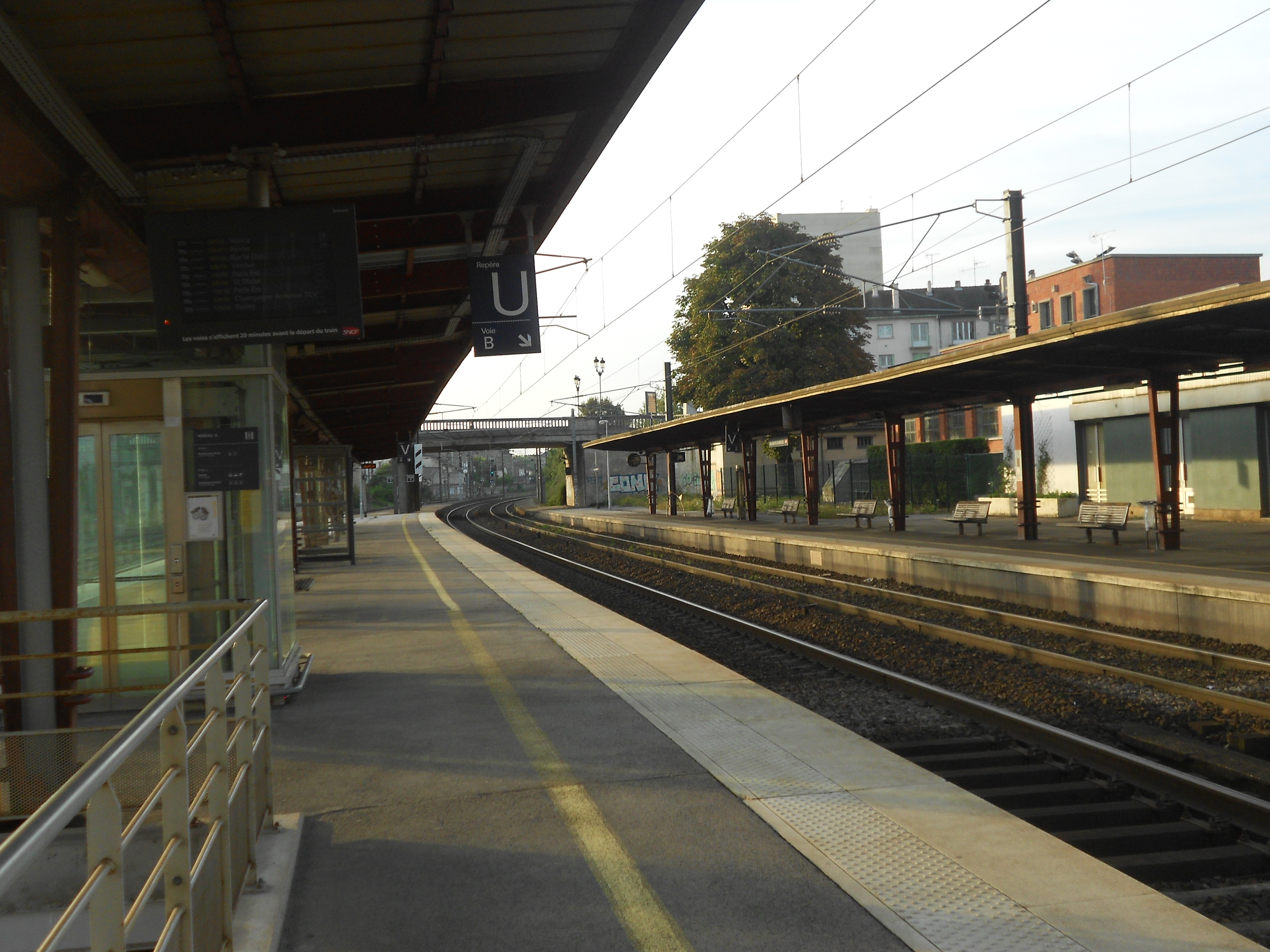
Les quais en direction de Strasbourg.